# سينما تركية
السينما التركية يعد الفيلم الوثائقي بعنوان «انهيار النصب الروسي في آياستوفونوس» الذي صوره فؤاد أوز قيناي عام 1914، أول فيلم سينمائي تركي. وكذلك فلم «زواج همت أغا» الذي بدأ تصويره عام 1914 واستكمل في عام 1919. كما تم في الفترة ذاتها تصوير أفلام إخبارية عن الحرب العالمية الأولى، إلى جانب ذلك إخراج أفلام أخرى، كلها كانت موضوعية بحتة.
في عام 1922، توجه الممثل المسرحي محسن أرطغرول نحو الإخراج السينمائي، مع قيام أول شركة سينمائية خاصة في تركيا، وظل صاحب الكلمة الوحيد والمنفرد فيه حتى الخمسينات، مخرجاً فلم «قميص من نار» (1923)، وهو فلم يدور حول حرب التحرير الوطنية، وقد اشتركت في هذا الفلم لأول مرة ممثلات مسلمات، وفيلم «أزقة إسطنبول» (1931) كأول فيلم سينمائي تركي ناطق، وفيلم «أمة تنهض» (1932)، وتعتبر هذه الأفلام من أهم أعماله السينمائية والبالغ عددها أكثر من 30 فلماً. وقد ظل النمط المسرحي مؤثراً على الأعمال السينمائية في هذه الحقبة أيضاً، واستمرت حتى عام 1950، وكان يتم تصوير فلم أو فلمين فقط في العام الواحد.

بدأت الصناعة السينمائية الحقيقية، بعد تحررها من تأثير المسرح، بمبادرة المخرج لطفي عقاد. أخرج عقاد في عام 1949 فلم «اضربوا الباغية» منهياً به «عهد المسرحيين» وفاتحاً به «عهد السينمائيين». واستمرت الحال هذا المنوال حتى عام 1960، حيث صعد خلاله متوسط الأفلام المنتجة إلى 60 فلماً سنوياً. وقد لوحظ بعد عقد الستينات نشاط جديد في السينما التركية مع ظهور مخرجين جدد مثل عاطف يلماز ومتين أركصان وخالد رفيغ وأرتم غوريج ودويغو صاغر أوغلو ونوزاد باسان وممدوح أون، حيث قاموا بإنتاج أفلام دارت مواضيعها حول شجون وهموم المجتمع، وحظيت بالنجاح من حيث التمثيل والمواضيع والتصوير وتوزيع الأدوار والشخصيات البطولية. وقد ظهرت في المقدمة خلال هذه الفترة مصطلحات مثل «السينما الشعبية» و«الواقعية الاجتماعية» و«السينما الوطنية».
أصبح فلم متين أركصان «الصيف القاحل» (1964)، الذي يعالج حقائق القرية، أول فلم تركي يحقق النجاح للسينما التركية على المستوى العالمي بعد أن حاز على جائزة في مهرجان برلين السينمائي. واعتباراً من النصف الثاني لعقد الستينات ارتفع متوسط الإنتاج السينمائي السنوي في تركيا إلى 200 فلم. غير أن قسماً من هذه الأفلام لم يحرز النجاح المنشود من حيث النوعية، الأمر الذي تسبب بالتالي في حصول نوع من أزمة التضخم في الأفلام السينمائية المنتجة. ومع بدء البث التلفزيوني في نهاية عام 1968 دخل القطاع أزمة كبيرة.

وبعد السبعينات سطع نجم يلماز غوناي المتأثر بأسلوب لطفي عقاد في الإخراج السينمائي، محاولاً تجسيد الوضع الاجتماعي للبلاد، ومعه أردن كيرال وثريا دورو وزكي أوكتان وشريف غوران وفوزي طونا وعمر قاوور وعلي أوزغان تورك وغيرهم من مخرجي الجيل الجديد الذين أتوا بنفحة جديدة للسينما. أمّا بعد عام 1980 فقد بدأ اسم السينما التركية يدور في المحافل الدولية. وفي هذه المرحلة ركزت السينما التركية على المواضيع ذات المحتوى الفلسفي والاجتماعي إلى جانب الأفلام التي تتناول مشاكل المرأة.
وتعتبر التسعينيات من أكثر الفترات نجاحاً وتقدماً للسينما التركية من حيث الجودة والنوعية بسبب زيادة عدد الجامعات المكرسة لصناعة السينما والتربية السينمائية، وظهور نخبة من المخرجين والممثلين الواعين لتقنيات هذه الصناعة، ولجوء الدولة إلى اتخاذ قرارات من شأنها دعم الفن السينمائي وتقديم معونات مادية للقائمين عليه، واشتداد المنافسة بين التلفزيون والسينما، وأخيراً النجاحات المطلقة والمحققة على الصعيد الدولي. وكل هذه العوامل مجتمعة تصب في مسيرة النمو السينمائي التركي يوماً بعد يوم.

## الجيل الجديد للسينما التركية
أبدى جيل الشباب بصورة خاصة تحمساً للسينما وقامت بتقييمها كفرع نافذ من فروع الفن وخاصة فيما بعد عام 1985، فمع إسهامات وزارة الثقافة والسياحة للنهوض بالسينما التركية من خلال إقامة مسابقات لكتابة السيناريو السينمائي وغيرها من أنشطة الصناعة السينمائية، وقيام بعض الجامعات بأبحاث ودراسات للتطوير السينمائي وخاصة في مجال الأفلام القصيرة، ظهرت في تركيا صفوة سينمائية شابة ومتخصصة.
نال المخرج نوري بيلجه جيلان «جائزة الحكم الكبرى» بفلمه «بعيد» في مهرجان أفلام كان، والذي يعتبر أحد المهرجانات الأرفع مكانة في العالم، كما
نال فاتح آقن «جائزة أفضل سيناريو» بفلمه «على حافة الحياة». أمّا في مهرجان كان لعام 2008، فقد نال نوري بيلجه جيلان جائزة أفضل مخرج بفلمه «ثلاثة قرود».
وقد تم إنتاج أفلام متميزة وذات نوعية، مثل «الوجه الخفي» لعمر قاوور، و«البيانو بيانو أعرج» لطونج باشاران، و«إمداد وظريفة» لنسلي جول غتجان، و«وداعاً أيها الغد» لرئيس جليك، و«الشقي» لياووز طورغول، و«الصفحة الثالثة» و«القدر» لزكي دميرقوبوز، و«الحمام» و«حرم سواريه» و«الحوريات الجاهلات» و«عمرٌ واحد لا يكفي» لفرزان أوزباتاك، و«الدعاية» لسنان جتين، و«حبات السيدة العنقودية» لطومريس غيريتلي اوغلو، وأفلام نوري بيلجه جيلان «ضائقة مايو» و«بعيد» و«المناخات» و«ثلاثة قرود»، و«رحلة إلى الشمس» و«صندوق الساحرة» (صندوق باندورا) ليشيم أوسطه اوغلو، و«صنع سفن من قشور البطيخ» لأحمد اولوجاي، و«في مواجهة الحائط» و«على حافة الحياة» لفاتح آقن، و«رضا» لطيفون بيرسليم اوغلو، و«التقوى» لأوندر جاقير، و«دوندرمتي قشطة» ليوكسل آقصو، و«أبي وابني» لجاغان ايرماق، و«السعادة» لعبد الله اوغوز، و5«أوقات» لرها أردم و«الفيلة والحشيش» و«في انتظار الجنة» و«نقطة» لدرويش زعيم، و«المشتق» لأولاش إينانج، و«العودة إلى البيت» لعمر اوغور، و«الأممية» لثريا صرّي اوندر ومحرم جولمز، و«في السفينة» و«أشواط قصيرة في ساحة ضيقة» لسردار آقار، و«الذهاب» لحسين قره بي و«الخريف» لأوزجان آلبير، وكلها أفلام هامة ذات وزن وثقل في السينما التركية في يومنا الراهن. من ناحية أخرى، وبغية إكساب فن السينما زخماً جديداً، تم بريادة وزارة الثقافة إبرام اتفاقيات مع العديد من الدول الأوربية، وأقيم التعاون مع المؤسسات الدولية.

## الصالات السينمائية والمشاهدون
استطاعت صناعة السينما التركية جذب الكتل الجماهيرية إليها منذ بداية الخمسينات، وتوجهت السينما خلالها إلى الأعمال الترفيهية والتركيز على الجماليات، التي تجذب الجمهور إلى الاستمتاع 	بها. فأسفرت عن زيادة الأفلام المنتجة وزيادة عدد الصالات السينمائية، وخاصة الصالات المخصصة لفصل الصيف. بيد أن التقلبات الاجتماعية في السبعينيات وشيوع المحطات التلفزيونية، قلصت من اهتمام الناس بقطاع السينما. ومع انتشار أجهزة الفيديو في الثمانينيات انحصر عدد مشاهدي السينما واكتفوا بالمتابعة التلفزيونية وانغلاقهم في منازلهم، ممّا أدى إلى إغلاق العديد من الصالات السينمائية، وبالتالي أصبحت صناعة السينما التركية وجهاً لوجه مع الضائقة والأزمات المالية. وعلى الرغم من استمرار هذا التوجه في يومنا، فقد أفلحت الأفلام السينمائية، التي تم إنتاجها بعد الثمانينات، والتي تتناول المشاكل الاجتماعية – الثقافية، في الوصول إلى جماهير واسعة من الشعب، وجذبت بصورة خاصة اهتمام طلاب الجامعات.
واعتباراً من شهر يناير عام 2008 كان عدد المجمعات السينمائية 440 تضم في بنيتها 210.110 صالة. وبلغ عدد الأفلام المعروضة 250 فلماً منها 50 فلماً محلياً. وقد بلغ إجمالي عدد المتفرجين 38 مليون، وشاهد الأفلام المحلية 22 مليون شخص.